# Ryo Sakai
Ryo Sakai (酒井 良 Sakai Ryo?), född 9 augusti 1977 i Kanagawa prefektur, är en japansk före detta fotbollsspelare.
Sakai började sin karriär 2000 i Shonan Bellmare. Efter Shonan Bellmare spelade han för Montedio Yamagata, Okinawa Kariyushi FC, Thespa Kusatsu och FC Machida Zelvia. Han avslutade karriären 2012.